# Pierre Beucler
Pour les articles homonymes, voir Beucler.
Pierre Beucler alias « Colonel Kléber », né le 1er mars 1897 à Beaucourt et décédé le 30 juillet 1946, est un Compagnon de la Libération, résistant dans l'armée française lors de la Seconde Guerre mondiale, colonel et sous-chef de l’État-major national des Forces françaises de l'intérieur (FFI). Également Commandeur de la Légion d'honneur, il a reçu de nombreuses décorations telles que les Croix de guerre 1914-1918 et 1939-1945 ainsi que plusieurs citations.

## Biographie

### Jeunesse et formation
Pierre Frédéric Beucler est né à Beaucourt le 1er mars 1897 à Beaucourt au 3, rue de la Mairie (actuellement rue du 18 novembre) dans l'appartement situé au-dessus de l'épicerie et magasin de primeurs de Monsieur et Madame Liechti. Son père, Eugène Aristide Beucler est employé de bureau chez les usines Japy tandis que sa mère, née Marie Eugénie Monnin, alors sans profession, s'installe plus tard dans la maison d'en face pour y tenir un commerce de mercerie (actuellement Loly Boutique succédant depuis peu à Monsieur et Madame J. Morel).
Pierre Beucler est un bagarreur-né, souvent aux prises avec des jeunes de son âge auxquels ils donnent rendez-vous sous le Pont des Vignes où il se frottent furieusement. Il entre à l’École des arts et métiers sur Châlons-sur-Marne en 1913 et en sortit ingénieur après la guerre de 1914-1918.

### Première Guerre mondiale
Il est appelé sous les drapeaux lors de la Grande Guerre en janvier 1916. Affecté au 121e Régiment d'artillerie lourde (121e RAL), il suit rapidement les cours de l'école d'artillerie de Fontainebleau et est promu aspirant en octobre 1916. Pierre Beucler est alors détaché dans l'aviation. Breveté observateur, promu sous-lieutenant, en août 1917, il combat au sein de l'Escadrille 40. Il effectue 480 heures de vol et remporte deux victoires aériennes ; cinq fois cité, il reçoit la Légion d'Honneur avant de quitter l'armée en septembre 1919 avec le grade de lieutenant. Jeune officier observateur de l'armée aérienne, réputé pour sa bravoure, pour son mépris du risque (on le surnomme « l'increvable »), il est à 20 ans, nommé Chevalier de la Légion d'honneur, le plus jeune de France à l'époque.

### Entre-deux-guerres
À la fin de la guerre, il rentre donc à Châlons-sur-Marne pour y terminer ses études, dans cette École où il a de sérieux problèmes avec le Directeur, car il refuse de se plier à la discipline de l'établissement : il décide de rentrer et de sortir aux heures qu lui plaisent, faisant de lui un « rebelle ». Le Conseil des professeurs n'ose pas mettre à la porte un élève Chevalier de la Légion d'Honneur. Ses études terminées et son diplôme d'ingénieur Arts et Métiers en poche, il revient à Beaucourt et entre chez Japy mais pas pour longtemps car la Maison Japy lui confie le poste de directeur des ventes dans les services commerciaux, en Siège à Paris. Il ne revient passer à Beaucourt que très rarement.

### Seconde Guerre mondiale
Rappelé fin août 1939 comme lieutenant de réserve, Pierre Beucler est affecté à un poste d’État-major de l'Armée de l'air pendant la campagne de France. Démobilisé comme capitaine en octobre 1940, il entre, quelques mois plus tard, dans la Résistance en participant au noyautage dans l'industrie. En 1942, le mouvement de résistance l'Organisation civile et militaire (OCM) lui confie l'importante tâche de constituer un service de renseignements sur l'Alsace-Lorraine. Au cours de l'année 1943, grâce à ses connaissances techniques et ses connaissances dans le domaine industriel, il fait parvenir à l’État-major interallié une documentation précise concernant les usines de la Région parisienne travaillant pour l'ennemi. Ces informations permettent à l'aviation alliée d'opérer des bombardements efficaces. Il se déplace dans les différentes régions de la Zone Nord pour établir leur structure militaire.

### Après-guerre
La guerre finie, il reprit ses fonctions chez Japy et célibataire, il retrouve chaque soir des collègues dans le même café du Quartier Latin pour bridger ou faire une partie d'échecs. Atteint d'un cancer à la gorge, il ne le dévoile pas publiquement et continue à les rejoindre régulièrement le soir. C'est ainsi qu'il meurt à l'hôpital du Val-de-Grâce dans le cinquième arrondissement de Paris, le 30 juillet 1946 sans que ses amis se soient doutés que sa santé était en danger.

## Hommages
En séance du Conseil Municipal du 12 mai 1955, le Maire de Beaucourt, René Humbert, donne connaissance d'une lettre qu'il a reçu de l'Association Nationale des Résistants de l'Air, l'avisant que d'accord avec l'Organisation civile et militaire (OCM), elle a formé le projet de rendre un hommage solennel à la mémoire de Pierre Beucler « Colonel Kléber dans la Résistance », en plaçant une plaque commémorative sur sa maison natale et en donnant son nom à une rue de Beaucourt. Pour les cérémonies d'inauguration, la participation d'un détachement de l'Armée de l'air, sera assurée, la date étant le 10 ou 14 juillet 1955. Le Conseil demande au Maire de faire connaître à l'Association Nationale des Résistants de l'air que, selon une décision du Conseil Municipal du 23 septembre 1946, l'une des principales rues de Beaucourt (anciennement rue de Badevel), porte le nom de Pierre Beucler, mais que si elle jugera bon d'apposer une plaque commémorative sur sa maison natale, la commune de Beaucourt s'associera volontiers aux manifestations projetées pour son inauguration.
Cette plaque est donc apposée, mais personne ne comprend pourquoi elle est sur la maison où sa mère habitait et y tenait un commerce alors que Pierre Beucler est né vis-à-vis de cette maison. Pierre Beucler repose au Cimetière de la Charme à peu de distance de la tombe du Docteur Julg (même allée). La tombe est composée d'un simple socle de granit supportant une plaque de bronze.

## Distinctions
- Commandeur de la Légion d'honneur
- Compagnon de la Libération par décret du 19 octobre 1945[3]
- Croix de guerre 1914–1918 (3 palmes et 2 étoiles)
- Croix de guerre 1939–1945 (2 palmes et 1 étoile)